# Thesium pseudocystoseiroides
Thesium pseudocystoseiroides är en sandelträdsväxtart som beskrevs av Cavaco & Keraudr.. Thesium pseudocystoseiroides ingår i släktet spindelörter, och familjen sandelträdsväxter. Inga underarter finns listade i Catalogue of Life.